# Almen Abdi
Almen Abdi (* 21. Oktober 1986 in Prizren, Nebregoste, SFR Jugoslawien, heute Kosovo) ist ein Schweizer ehemaliger Fussballspieler. Er ist der Sohn eines Maschinisten. Gemeinsam mit seiner Familie emigrierte er Ende der 1980er Jahre in die Schweiz nach Zürich.

## Karriere

### Vereine
Der offensive Mittelfeldspieler begann seine Karriere in der Nachwuchsabteilung des FC Zürich. Nachdem im Sommer 2007 drei Stammspieler im Mittelfeld ins Ausland gewechselt hatten, erarbeitete er sich einen Stammplatz in der ersten Mannschaft des Stadtzürcher Vereins. In der Saison 2008/09 wurde er mit 19 Toren zum zweitbesten Torschützen der Spielzeit und gewann mit den Zürchern seine dritte Meisterschaft. In der Folgesaison wurde er nach einem geplatzten Transfer im September 2009 auf die Bank verbannt. Nachdem er weiterhin keine Spielpraxis bekommen hatte, wechselte er in der Winterpause 2009/10 zum damaligen französischen Ligue-1-Verein Le Mans UC.
Im Sommer 2010 wechselte Abdi nach Norditalien zu Udinese Calcio, wo er in zwei Saisons gesamthaft 42 Spiele absolvierte, davon 27 Teileinsätze. 2012 wurde er in die zweithöchste englische Liga an den FC Watford ausgeliehen, wo er erstmals seit der Meistersaison 2008/09 mit dem FC Zürich wieder zum Stammspieler mutierte, dabei 12 Tore schoss und 9 Assists gab. Er entwickelte sich zum Publikumsliebling und wurde zudem am Saisonende zum Spieler der Saison des FC Watford gewählt. Im Sommer 2013 unterzeichnete er einen Dreijahresvertrag. In der Saison 2013/14 verpasste Abdi allerdings den grössten Teil der Spielzeit aufgrund einer Fersenverletzung (Plantarfasziitis, eine Entzündung der Plantaraponeurose).
Am 30. August 2014 erzielte Abdi zum ersten Mal zwei Tore in einem Ligaspiel für den FC Watford; beim 4:2 gegen Huddersfield Town bereitete er ausserdem noch einen weiteren Treffer vor.
In der Saison 14/15 stieg der Schweizer mit kosovarischen Wurzeln in die Premier League auf.

### Nationalmannschaft
Abdi wurde am 6. August 2008 von Ottmar Hitzfeld in die Nationalmannschaft berufen, wo er am 20. August sein Debüt gegen Zypern gab und beim 4:1-Sieg zwei Vorlagen lieferte. Er absolvierte sechs Spiele für die Schweizer Nationalmannschaft.

## Erfolge
- Schweizer Meister: 2006, 2007, 2009
- Swisscom Cup: 2005
- Premier-League-Aufsteiger mit dem FC Watford in der Saison 14/15